# Pitcairnia sordida
Pitcairnia sordida är en gräsväxtart som beskrevs av Lyman Bradford Smith. Pitcairnia sordida ingår i släktet Pitcairnia och familjen Bromeliaceae. Inga underarter finns listade i Catalogue of Life.